# Dudu Cearense
Dudu Cearense (født 15. april 1983) er en brasiliansk fodboldspiller. Han har spillet 11 kampe for det brasilianske landshold, og har på klubplan blandt andet repræsenteret Rennes i Frankrig og de brasilianske storhold Atlético Mineiro og Botafogo.

## Brasiliens fodboldlandshold
| Brasiliens landshold | Brasiliens landshold | Brasiliens landshold |
| År                   | Kmp                  | Mål                  |
| -------------------- | -------------------- | -------------------- |
| 2004                 | 4                    | 0                    |
| 2005                 | 0                    | 0                    |
| 2006                 | 5                    | 0                    |
| 2007                 | 2                    | 0                    |
| Total                | 11                   | 0                    |